# El fugitivo (película de 1947)
El fugitivo es una película dramática de 1947 dirigida por John Ford y Emilio Fernández, protagonizada por Henry Fonda y basada en la novela de Graham Greene titulada El Poder y la Gloria. Se rodó en México.

## Sinopsis
La película transcurre en la época de la Guerra Cristera en México. Un sacerdote estadounidense (Henry Fonda) se enfrenta al gobierno mexicano debido a su negativa de cerrar su iglesia. En medio de las afrentas contra los sacerdotes, el sacerdote decide emprender un peligroso viaje hasta Veracruz para volver a los Estados Unidos. El hombre cuenta con la ayuda de una mujer indígena (Dolores del Río). Sin embargo, el sacerdote se ha convertido en una obsesión para un jefe de la policía (Pedro Armendáriz), quien hará lo posible por evitar que llegue a su destino.

## Reparto
- Henry Fonda como El fugitivo.
- Dolores del Río como una mujer india.
- Pedro Armendáriz como un teniente de la policía.
- J. Carrol Naish como confidente de la policía.
- Leo Carrillo como jefe de policía.
- Ward Bond como El Gringo.
- Robert Armstrong como sargento de la policía.
- Fernando Fernández (extra).
- Miguel Inclán (extra)
- Columba Domínguez (extra)